# Zână
Xana en español, en rumano Zână (Plural zâne; zînă y zîne, d̦ână y d̦âne en grafías antiguas) es el equivalente rumano del griego cáritas o hada madrina. Son lo contrario de monstruos como la Mumă Pădurii (Madre Boscaje). Estos personajes aparecen trayendo bondad en cuentos de hadas y residen principalmente en el bosque. La zână puede considerarse el equivalente rumano de las hadas y del elfo germánico. Varía de tamaño y apariencia, aunque pueden polimorfizarse hasta el punto de camuflarse en su entorno para protegerse y protegerlo. Pueden aparecer abiertamente en el bosque y atraer a los viajeros a seguirles para ayudarles a encontrar el camino. También se pueden esconder en el bosque y guiar tranquilamente a aquellos que necesitan ayuda a través de señales y dejando "pan rallado" por el bosque.

## Etimología
La palabra zână proviene de la diosa romana Diana (al igual que la xana astur-leonesa). Ella es la que tiene toda su belleza y es la que la regala.

## En cultura
Zână también se utiliza en la jerga rumana actual para referirse a una chica atractiva.